# Grădinile Tuileries

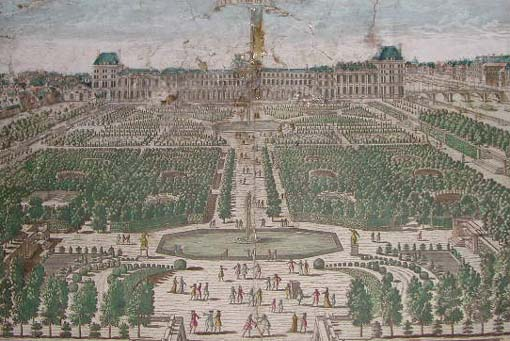
Grădinile Tuileries: gravură de epocă

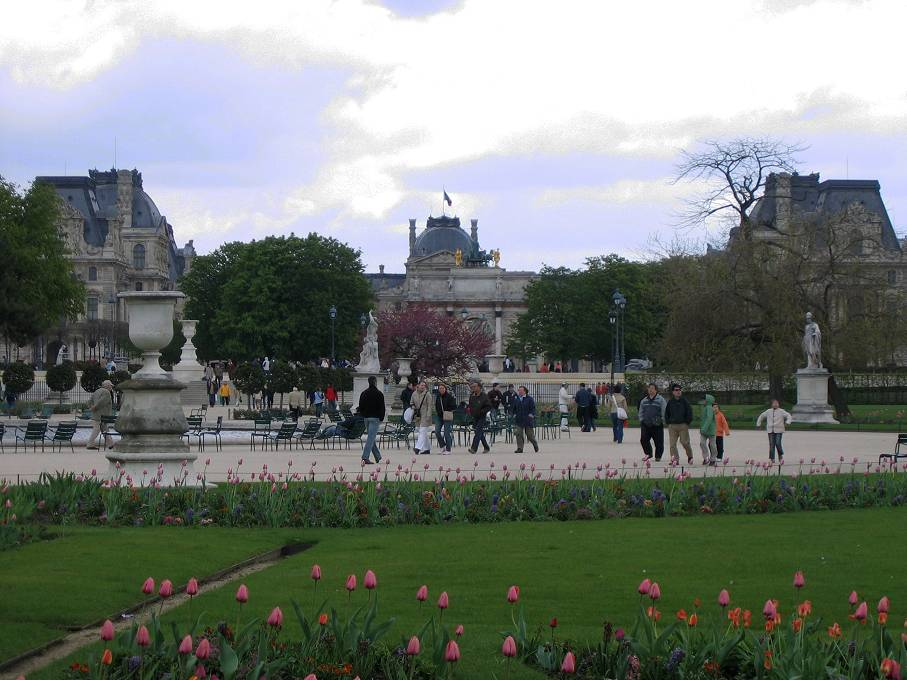
Grădinile Tuileries: aspectul actual

Grădinile Tuileries (în franceză Jardin des Tuileries) este o veche grădină franceză.
Grădina se întinde în centrul Parisului, de la vest la est, de la Place de la Concorde până la Palatul Luvru, și de la sud la nord, de la Sena până la strada Rivoli. Aceasta a fost creată în 1564, când a început și construcția Palatului Tuileries, din dorința Caterinei de Medici. Grădinile Tuileries sunt construite în stil italian: șase alei pe longitudine și opt pe transversală, delimitând compartimentele rectangulare ce includ diferite plantații (arbori masivi, peluze, rânduri de flori, etc.). O fântână, o menajerie și o grotă împodobesc grădina. La începutul secolului al XVII-lea se mai amenajează o seră de portocali și o crescătorie de viermi de mătase.
În 1664, Jean-Baptiste Colbert ordonă ca aceasta să fie refăcută în întregime sub conducerea arhitectului André Le Nôtre, care era deja vestit pentru grădinile castelului Vaux-le-Vicomte. Acesta dă grădinii un nou aspect, care în linii mari a fost conservat până în zilele noastre: în axa palatului amenajează o alee centrală, delimitată la est de un bazin rotund iar la vest de un bazin octogonal; construiește terasa Feuillants în lungul viitoarei străzi Rivoli; în cele din urmă, el a ridicat două terase în lungul viitoarei pieți Concorde.
Numeroase statui de marmură pot fi întâlnite pe aleile grădinii. Din 1719, intrarea principală este străjuită de două statui de Antoine Coysevox, reprezentându-i pe zeul Mercur și „Faima călărind un cal înaripat”.
În 1783, pentru prima oară un om a zburat cu un balon cu gaz. Astăzi, la intrarea în grădină, în dreapta, găsim amplasată o plăcuță ce ne amintește de acest eveniment.
În timpul Revoluției, grădina a fost martorul marilor evenimente în care însuși palatul a jucat rolul teatrului. Bazinul rotund a fost locul în care s-a desfășurat ceremonia Ființei Supreme (8 iunie 1794). Aici se găsesc efigii ce reprezintă Ateismul înconjurat de Ambiție, Egoism, Discordie și Falsa-Simplitate. În Grădinile Tuileries, Maximilien de Robespierre a provocat un incendiu într-o apoteoză de aplauze. Apoi, cortegiul s-a îndreptat spre Champ-de-Mars. Pe 10 octombrie, același bazin primea sicriul lui Jean-Jacques Rousseau (exhumat de Ermenonville pentru a fi dus la Panthéon).

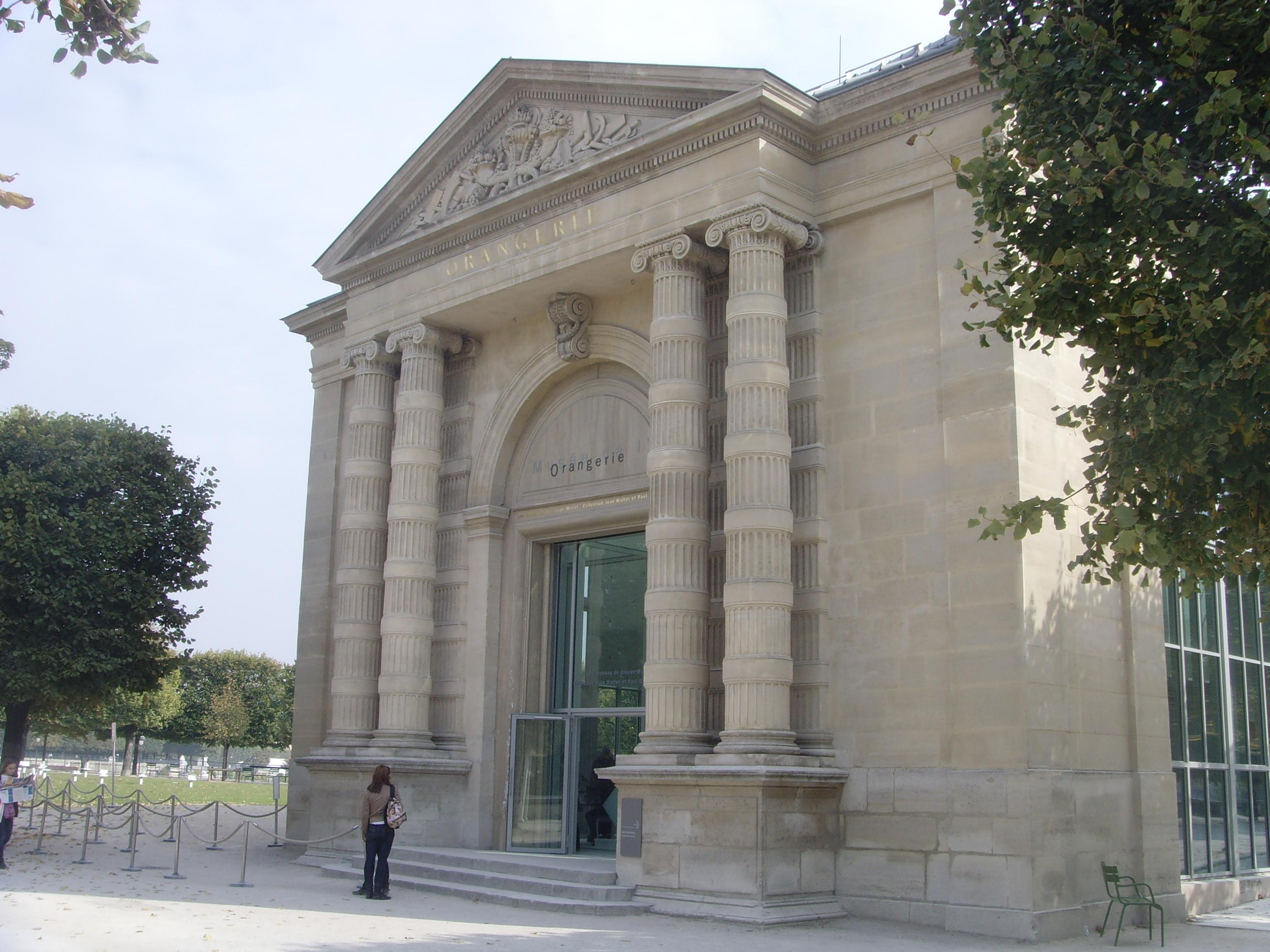
Muzeul de artă modernă Musée de l'Orangerie

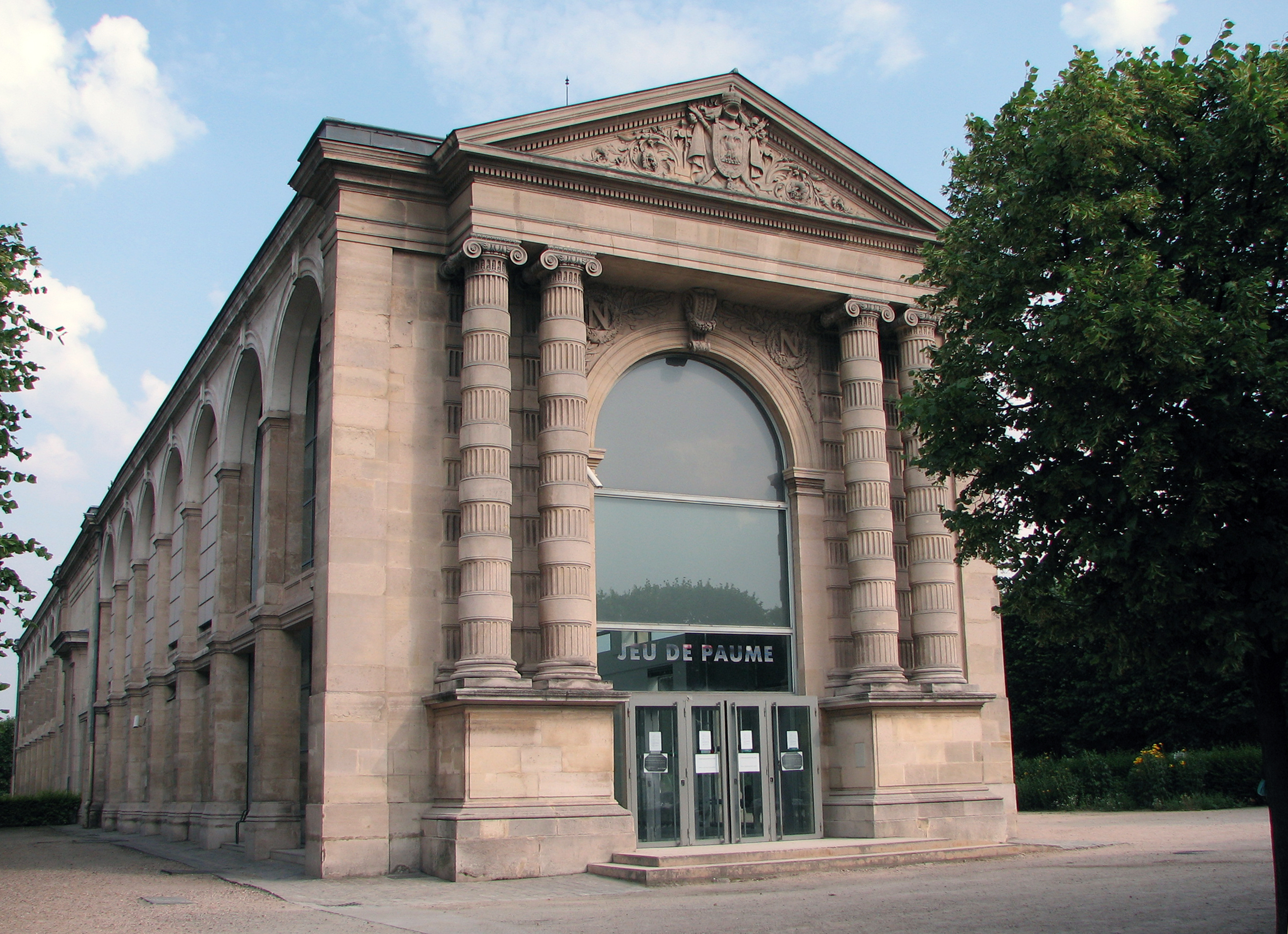
Muzeul Galerie Nationale du Jeu de Paume

În unghiurile vestice ale grădinii, Napoleon al III-lea al Franței a construit două clădiri identice ce adăposteau:
- o seră de portocali construită în 1853 în partea de sud-vest, clădire care adăpostește în prezent un muzeul de artă modernă, Musée de l'Orangerie, atașat Muzeului Orsay. Aici este expus celebrul ciclu de picturi Nymphéas (Nuferii) de Claude Monet.
- o sală pentru jocul sportiv cu mingea numit jeu de paume (strămoșul tenisului) construită în 1861 în partea de nord-vest, clădire care adăpostește în prezent muzeul Galerie Nationale du Jeu de Paume în care sunt organizate expoziții temporare de artă contemporană.

În perioada anilor 1870-1871 se fabricau baloane cu gaz și unele chiar decolau. După bombardarea de către Prusia, fabrica a fost mutată la Gara de Est.
La Jocurile Olimpice de vară din 1900, grădina a găzduit probele de scrimă.